# Liste von Werken Alexander Rodtschenkos

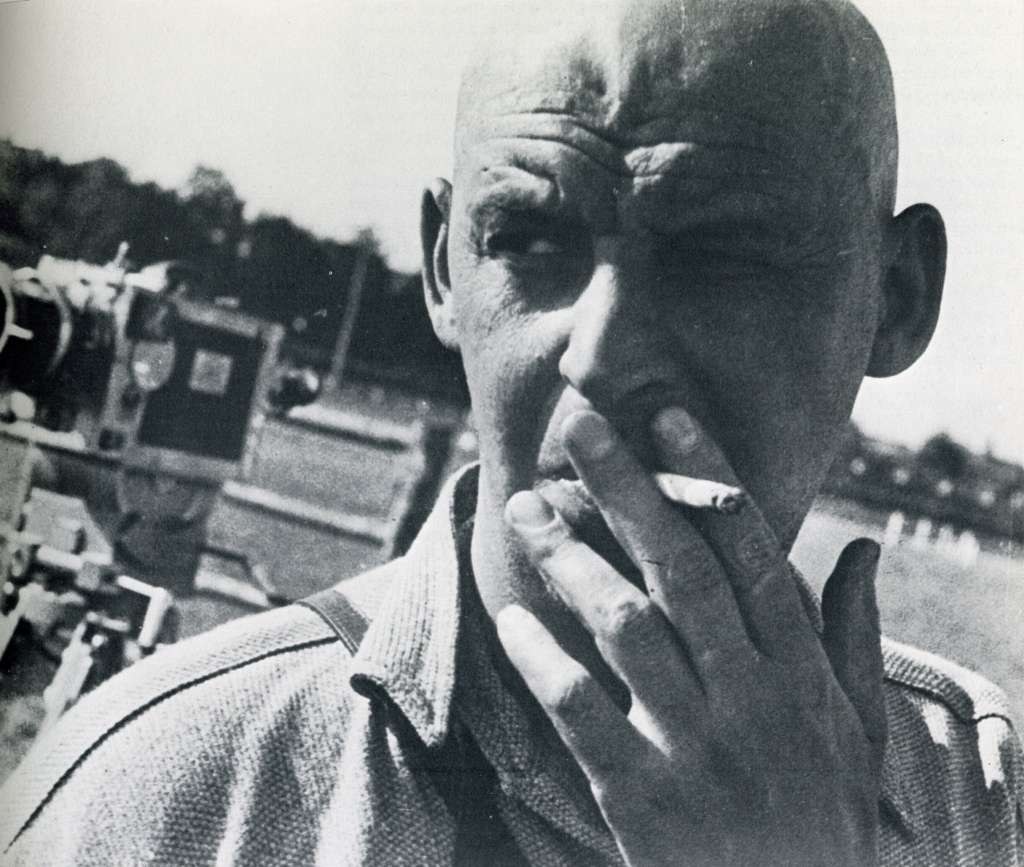
Alexander Rodtschenko, fotografiert von Isaak Brodski (1935)

Diese Liste von Werken Alexander Rodtschenkos listet eine Auswahl der Werke des russischen Konstruktivisten. Die Liste gliedert sich in Gemälde, Zeichnungen, Skulpturen, Fotografien, Grafikdesign, Collagen und Architektur.

## Gemälde
| Abbildung | Jahr   | Titel                                                        | Technik                | Format [cm]            | Sammlung                                     | Stadt            | Inventar-Nummer |
| --------- | ------ | ------------------------------------------------------------ | ---------------------- | ---------------------- | -------------------------------------------- | ---------------- | --------------- |
|           | 1912   | Die Stadt                                                    | Öl                     |                        |                                              |                  |                 |
|           | 1912   | Porträt N. Rusakows                                          | Öl                     | 34,5 × 25,8            | Staatliches Kunstmuseum Tscheljabinsk        | Tscheljabinsk    | Ж-1471          |
|           | 1914   | Stillleben mit Kerzenhalter                                  | Öl auf Sperrholz       | 60 × 48,5              |                                              |                  |                 |
|           | 1915   | Weiblicher Akt                                               | Öl und Papier auf Holz | 32 × 22                | Regionales A. und W. Wasnezow Kunstmuseum    | Kirow            |                 |
|           | 1915   | Tanz                                                         | Öl auf Leinwand        | 144 × 91 ? / 178 × 107 | Puschkin-Museum                              | Moskau           | МЛК ЖР 799      |
|           | 1916   | Zwei Figuren                                                 | Öl auf Leinwand        | 84,4 × 68,2            |                                              |                  |                 |
|           | 1917   | Das Café Pittoresque                                         | Öl                     |                        |                                              |                  |                 |
|           | 1917   | Rennende Figur                                               | Öl                     | 30 × 43                |                                              |                  |                 |
|           | 1917   | Komposition Nr. 49 auf Gelb                                  | Öl auf Holz            | 72,5 × 32,5            | Regionales A. und W. Wasnezow Kunstmuseum    | Kirow            |                 |
|           | 1918   | Komposition Kreis im Kreis (aus der Serie Farbkonzentration) | Öl auf Leinwand        | 61,5 × 50              | Puschkin-Museum                              | Moskau           |                 |
|           | 1918   | Nature morte                                                 | Öl auf Leinwand        | 71 × 62,3              | Staatliche Kunstgalerie                      | Perm             | Ж-616           |
|           | 1918   | Schwarz auf Schwarz                                          | Öl auf Leinwand        | 105 × 70,5             | Museum Ludwig                                | Köln             | ML 01419        |
|           | 1918   | Abstrakte Komposition                                        | Öl auf Sperrholz       | 53 × 21                | Russisches Museum                            | Sankt Petersburg | ЖБ-1649         |
|           | 1918   | Abstrakte Komposition                                        | Öl auf Sperrholz       | 72 × 31,5              | Russisches Museum                            | Sankt Petersburg | ЖБ-1551         |
|           | 1918   | Weißer Kreis                                                 | Öl auf Leinwand        | 89,2 × 71,5            | Russisches Museum                            | Sankt Petersburg | ЖБ-1439         |
| [ 2 ]     | 1918   | Gegenstandslose Komposition Nr. 51 [grün und braun]          | Öl auf Sperrholz       | 72 × 32                | Puschkin-Museum                              | Moskau           |                 |
| [ 2 ]     | 1918   | Gegenstandslose Komposition Nr. 51 [braun und rot]           | Öl auf Sperrholz       | 72 × 32                | Staatliche Gemäldegalerie B. M. Kustodiew    | Astrachan        |                 |
| [ 3 ]     | 1918   | Abstrakte Komposition Nr. 53                                 | Öl auf Sperrholz       | 73 × 32,5              |                                              |                  |                 |
| [ 2 ]     | 1918   | Komposition Nr. 55 (35)                                      | Öl auf Leinwand        | 66,5 × 50              | Tretjakow-Galerie                            | Moskau           |                 |
| [ 3 ]     | 1918   | Komposition Nr. 56                                           | Öl auf Leinwand        | 71 × 52                |                                              |                  |                 |
| [ 3 ]     | 1918   | Komposition Nr. 60                                           | Öl auf Leinwand        | 61 × 50                |                                              |                  |                 |
|           | 1918   | Komposition Nr. 61 aus der Serie Farbkonzentration           | Öl auf Leinwand        | 42 × 36                | Kunstmuseum Tula                             | Tula             |                 |
| [ 2 ]     | 1918   | Komposition Nr. 64 aus der Serie Schwarz auf Schwarz         | Öl auf Leinwand        | 74,5 × 74,5            | Tretjakow-Galerie                            | Moskau           |                 |
| [ 3 ]     | 1918   | Komposition Nr. 71 (Fliegende Form)                          | Öl auf Leinwand        | 92 × 59                |                                              |                  |                 |
|           | 1918   | Abstraktes Gemälde Nr. 80 (Schwarz auf Schwarz)              | Öl auf Leinwand        | 81,9 × 79,4            | Museum of Modern Art                         | New York City    | 114.1936        |
|           | 1918   | Komposition Nr. 81 (Schwarz auf Schwarz)                     | Öl auf Leinwand        | 82 × 65                | Russisches Museum                            | Sankt Petersburg |                 |
| [ 2 ]     | 1918   | Schwarz auf Schwarz Nr. 82                                   | Öl auf Leinwand        | 62 × 53                | Regionales A. und W. Wasnezow Kunstmuseum    | Kirow            |                 |
|           | 1918   | Schwarz auf Schwarz                                          | Öl auf Leinwand        | 84,5 × 67              | Russisches Museum                            | Sankt Petersburg |                 |
|           | 1918   | Abstrakte Komposition                                        | Öl auf Holz            | 53 × 21                | Russisches Museum                            | Sankt Petersburg |                 |
| [ 2 ]     | 1919   | Komposition Nr. 66 (86)                                      | Öl auf Leinwand        | 122,3 × 73,5           | Tretjakow-Galerie                            | Moskau           |                 |
| [ 2 ]     | 1919   | Komposition Nr. 88 auf Rot                                   | Öl auf Leinwand        | 71 × 52,9              | The Tetruashwili Family Collection           |                  |                 |
| [ 3 ]     | 1919   | Konstruktion Nr. 89 (auf Hellgelb)                           | Öl auf Leinwand        | 67,5 × 40              |                                              |                  |                 |
| [ 3 ]     | 1919   | Konstruktion Nr. 90 (auf Weiß)                               | Öl auf Leinwand        | 68 × 45                |                                              |                  |                 |
|           | 1919   | Konstruktion Nr. 92 (auf Grün) (Lineismus)                   | Öl auf Leinwand        | 73 × 46                | Regionales A. und W. Wasnezow Kunstmuseum    | Kirow            |                 |
| [ 2 ]     | 1919   | Konstruktion Nr. 94 auf Grün/Braun                           | Öl auf Leinwand        | 84,5 × 65              | Puschkin-Museum                              | Moskau           |                 |
|           | 1919   | Komposition Nr. 117                                          | Öl auf Leinwand        | 35,1 × 40,3            | Staatliches Museum für Zeitgenössische Kunst | Thessaloniki     | CC-0914         |
|           | 1919   | Abstraktes Gemälde                                           | Öl auf Leinwand        | 84,5 × 71,1            | Museum of Modern Art                         | New York City    | 113.1936        |
| [ 2 ]     | 1919   | Konstruktion auf Blau und Braun aus der Serie Lineismus      | Öl auf Leinwand        | 68 × 47                | Puschkin-Museum                              | Moskau           |                 |
|           | 1920   | Konstruktion Nr. 106 (auf Schwarz)                           | Öl auf Leinwand        | 102 × 70               | Puschkin-Museum                              | Moskau           |                 |
|           | 1920   | Konstruktion Nr. 107                                         |                        |                        | Puschkin-Museum                              | Moskau           |                 |
| [ 3 ]     | 1920   | Komposition Nr. 113 (auf gelbem Grund)                       | Öl auf Leinwand        | 70,5 × 70,5            |                                              |                  |                 |
|           | 1920   | Punkte. Komposition Nr. 119                                  | Öl auf Leinwand        | 47 × 37,5              | Galerie Gmurzynska                           | Köln             |                 |
| [ 4 ]     | 1920   | Konstruktion Nr. 126 (Linie)                                 | Öl auf Leinwand        | 58 × 51                | Privatsammlung                               |                  |                 |
| [ 3 ]     | 1920   | Konstruktion Nr. 127 (Zwei Kreise)                           | Öl auf Leinwand        | 62,5 × 53              |                                              |                  |                 |
| [ 3 ]     | 1920   | Konstruktion Nr. 128 (Linie)                                 | Öl auf Leinwand        | 62 × 53                |                                              |                  |                 |
|           | 1920   | Abstraktion (Entrückung)                                     | Öl auf Leinwand        | 140,2 × 136            | Staatliches Museum für Zeitgenössische Kunst | Thessaloniki     | CC-0920         |
|           | 1921   | Auflösung eines Flugzeuges                                   | Öl auf Leinwand        | 79 × 70,5              | Puschkin-Museum                              | Moskau           |                 |
|           | 1921   | Reine Farbe Rot                                              | Öl auf Leinwand        | 62 × 52,7              | Puschkin-Museum                              | Moskau           |                 |
|           | 1921   | Reine Farbe Gelb                                             | Öl auf Leinwand        | 62 × 52,5              | Puschkin-Museum                              | Moskau           |                 |
|           | 1921   | Reine Farbe Blau                                             | Öl auf Leinwand        | 62 × 52,8              | Puschkin-Museum                              | Moskau           |                 |
| [ 2 ]     | 1921   | Selbstbildnis                                                | Öl auf Leinwand        | 49 × 37,5              | Puschkin-Museum                              | Moskau           |                 |
| [ 1 ]     | 1930er | Kunstreiterin im Zirkus                                      | Öl auf Leinwand        | 60 × 80                |                                              |                  |                 |
| [ 1 ]     | 1935   | Der Zirkus. Entrée                                           | Öl auf Holz            | 44 × 60                |                                              |                  |                 |
| [ 1 ]     | 1938   | Clown mit einem Saxophon                                     | Öl auf Leinwand        | 100 × 80,5             | Puschkin-Museum                              | Moskau           |                 |
| [ 1 ]     | 1943   | Clown mit Trompete                                           | Öl auf Leinwand        | 100 × 80               |                                              |                  |                 |
| [ 1 ]     | 1943   | Dekorative Komposition                                       | Öl auf Leinwand        | 49,5 × 35              |                                              |                  |                 |
| [ 1 ]     | 1943   | Dekorative Komposition                                       | Öl auf Leinwand        | 33 × 38                |                                              |                  |                 |
| [ 2 ]     | 1943   | Stromlinienförmiges Ornament                                 | Öl auf Leinwand        | 25 × 34,5              | Sammlung Marina und Boris Moltschanow        | Moskau           |                 |

## Zeichnungen
| Abbildung | Jahr    | Titel                          | Technik                                             | Format [cm] | Sammlung             | Stadt    | Inventar-Nummer |
| --------- | ------- | ------------------------------ | --------------------------------------------------- | ----------- | -------------------- | -------- | --------------- |
|           | 1910    | Im Restaurant                  | Zeichenkohle auf Papier                             | 16,2 × 11   |                      |          |                 |
|           | 1912    | Ball                           | Aquarell und Klarlack auf Papier                    | 16,5 × 20   | Puschkin-Museum      | Moskau   |                 |
|           | 1912    | Japanisches Motiv              | Aquarell und Klarlack auf Papier                    | 16 × 22,5   |                      |          |                 |
|           | 1912/13 | Figur in einem Kimono          | Tinte auf Papier                                    | 21,7 × 11   |                      |          |                 |
|           | 1913    | Figur in einem Kimono          | Tinte und Klarlack auf Papier                       | 25,5 × 9,5  |                      |          |                 |
|           | 1913    | Porträt Natasha P.s            | Aquarell und Tinte auf Papier                       | 17,8 × 7    |                      |          |                 |
|           | 1914    | Modell                         | Tinte auf Papier                                    | 20,5 × 12,5 |                      |          |                 |
|           | 1915    | Zirkel-Lineal-Komposition      | Bleistift und Tinte auf Papier                      | 25,1 × 20,4 | Puschkin-Museum      | Moskau   |                 |
|           | 1915    | Zirkel-Lineal-Komposition      | Bleistift und Tinte auf Papier                      | 25,1 × 20,4 | Puschkin-Museum      | Moskau   |                 |
|           | 1915    | Zirkel-Lineal-Komposition      | Bleistift und Tinte auf Papier                      | 25,5 × 20,5 |                      |          |                 |
|           | 1916    | Komposition                    | Tempera und Klarlack auf Papier                     | 30 × 19     |                      |          |                 |
|           | 1916    | Komposition                    | Tempera und Klarlack auf Papier                     | 28 × 21,5   |                      |          |                 |
|           | 1918    | Komposition                    | Gouache und Bleistift auf Papier                    | 33 × 16,2   | Museum of Modern Art | New York | 28.1936         |
|           | 1919    | Komposition                    | Gouache auf Papier                                  | 31,1 × 22,9 | Museum of Modern Art | New York | 29.1936         |
|           | um 1920 | [Ohne Titel]                   | Bleistift auf buntem Papier                         | 31,1 × 21   | Museum of Modern Art | New York | 2452.2001       |
|           | 1920    | Lineare Konstruktion           | Schwarze und farbige Tinte auf Papier               | 32,4 × 19,7 | Museum of Modern Art | New York | 11.1940         |
|           | 1920    | Lineare Konstruktion           | Tinte und Gouache auf Papier                        | 37,5 × 23   | Museum of Modern Art | New York | 947.1983        |
|           | 1920    | Lineare Konstruktion           | Schwarze und farbige Tinte und Bleistift auf Papier | 31,8 × 20,3 | Museum of Modern Art | New York | 2451.2001       |
|           | 1920    | Lineare Konstruktion           | Bleistift und Tinte auf Papier                      | 32,4 × 19,5 |                      |          |                 |
|           | 1920    | Lineare Konstruktion           | Bleistift und Tinte auf Papier                      | 32,2 × 20   |                      |          |                 |
|           | 1921    | Lineare Konstruktion           | Buntstift auf Papier                                | 35,6 × 26,7 | Museum of Modern Art | New York | 31.1936         |
|           | 1921    | Konstruktive Komposition Nr. 2 | Bleistift auf Papier                                | 33,8 × 21,7 |                      |          |                 |
|           | 1921    | Konstruktive Komposition Nr. 5 | Bleistift auf Papier                                | 35 × 22     |                      |          |                 |
|           | 1921    | Konstruktion Nr. 8             | Buntstift auf Papier                                | 48,5 × 32,5 |                      |          |                 |
|           | 1921    | Konstruktion Nr. 17            | Kreide auf Papier                                   | 50 × 32,7   |                      |          |                 |
|           | 1930er  | [Ohne Titel]                   | Wasserfarbe auf Papier                              | 27,5 × 16,1 | Museum of Modern Art | New York | 2531.2001       |
|           | 1941    | Abstrakte Zeichnung            | Tinte auf Papier                                    | 13,3 × 9,8  | Museum of Modern Art | New York | 326.1998        |

## Druckgrafiken und Künstlerbücher

### Druckgrafiken
| Abbildung | Jahr | Titel                            | Auflage | Druckerei                     | Technik                  | Format [cm]                                         | Sammlung             | Stadt    | Inventar-Nummer |
| --------- | ---- | -------------------------------- | ------- | ----------------------------- | ------------------------ | --------------------------------------------------- | -------------------- | -------- | --------------- |
|           | 1919 | [Rodtschenko-Drucke, Titelblatt] |         | Warwara Rodtschenko (posthum) | Linoleumdruck auf Papier | 15,6 × 10,6 (Komposition)                           |                      |          |                 |
|           | 1919 | [Rodtschenko-Drucke]             |         | Warwara Rodtschenko (posthum) | Linoleumdruck auf Papier | 16,4 × 11,4 (Komposition)                           |                      |          |                 |
|           | 1919 | [Rodtschenko-Drucke]             |         | Warwara Rodtschenko (posthum) | Linoleumdruck auf Papier | 16,4 × 11,3 (Komposition)                           |                      |          |                 |
|           | 1919 | [Rodtschenko-Drucke]             |         | Warwara Rodtschenko (posthum) | Linoleumdruck auf Papier | 15,6 × 10,6 cm (Komposition) 20,3 × 14,3 cm (Blatt) | Museum of Modern Art | New York | 264.1974        |
|           | 1919 | [Rodtschenko-Drucke]             |         | Warwara Rodtschenko (posthum) | Linoleumdruck auf Papier | 15,8 × 11,1 cm (Komposition) 21,8 × 15,3 cm (Blatt) | Museum of Modern Art | New York | 265.1974        |
|           | 1919 | [Rodtschenko-Drucke]             |         | Warwara Rodtschenko (posthum) | Linoleumdruck auf Papier |                                                     |                      |          |                 |
|           | 1919 | [Rodtschenko-Drucke]             |         | Warwara Rodtschenko (posthum) | Linoleumdruck auf Papier |                                                     |                      |          |                 |
|           | 1919 | [Rodtschenko-Drucke]             |         | Warwara Rodtschenko (posthum) | Linoleumdruck auf Papier |                                                     |                      |          |                 |
|           | 1919 | [Rodtschenko-Drucke]             |         | Warwara Rodtschenko (posthum) | Linoleumdruck auf Papier |                                                     |                      |          |                 |
|           | 1919 | [Rodtschenko-Drucke]             |         | Warwara Rodtschenko (posthum) | Linoleumdruck auf Papier |                                                     |                      |          |                 |
|           | 1919 | [Rodtschenko-Drucke]             |         | Warwara Rodtschenko (posthum) | Linoleumdruck auf Papier |                                                     |                      |          |                 |
|           | 1919 | [Rodtschenko-Drucke]             |         | Warwara Rodtschenko (posthum) | Linoleumdruck auf Papier |                                                     |                      |          |                 |
|           | 1919 | [Rodtschenko-Drucke]             |         | Warwara Rodtschenko (posthum) | Linoleumdruck auf Papier |                                                     |                      |          |                 |
|           | 1921 | Komposition Nr. 58               |         |                               | Linoleumdruck auf Papier | 22,5 × 15                                           |                      |          |                 |
|           | 1921 | Komposition Nr. 60               |         |                               | Linoleumdruck auf Papier | 22,5 × 15                                           |                      |          |                 |
|           | 1921 | Konstruktion                     |         |                               | Linoleumdruck auf Papier |                                                     |                      |          |                 |
|           | 1921 | Konstruktion                     |         |                               | Linoleumdruck auf Papier | 19,8 × 15,3                                         |                      |          |                 |

### Künstlerbücher
| Abbildung | Jahr | Bibliografische Angaben | Auflage   | Technik                                                                                     | Format [cm] | Sammlung             | Stadt    | Inventar-Nummer                                               |
| --------- | ---- | --- | --------- | ------------------------------------------------------------------------------------------- | ----------- | -------------------- | -------- | ------------------------------------------------------------- |
|           | 1919 | Illustrationen und Gestaltung für Warwara Stepanowa: Toft. Selbstverlag, Moskau 1919. | unbekannt | Buch mit acht Illustrationen als Durchschlagkopien                                          | 18,1 × 11   | Museum of Modern Art | New York | 99.2001.1-14                                                  |
|           | 1920 | Entwurf für das Titelblatt von Linearismus (unveröffentlichtes Buch Rodtschenkos) | –         |                                                                                             | 19,5 × 17,6 |                      |          |                                                               |
|           | 1921 | Illustrationen und Gestaltung für Alexandra Exter, Ljubow Popowa, Alexander Rodtschenko, Warwara Stepanowa, Alexander Wesnin: 5 × 5 = 25: Wystawka shiwopisi (5 × 5 = 25: Eine Gemäldeausstellung). Selbstverlag, Moskau 1921. (mit Alexandra Exter, Ljubow Popowa, Warwara Stepanowa, Alexander Wesnin) | 25        | Buch mit fünf Illustrationen in Gouache, Stift und Linoleumdruck                            | 17,6 × 11,6 | Museum of Modern Art | New York | 90.2001.1-6                                                   |
|           | 1921 | Gestaltung für Alexei Krutschonych: Saum. unbekannt, Baku / Moskau 1921. (mit Alexei Krutschonych) | 30–50     | Buch mit hektografischen und durchschlagkopierten Manuskriptentwürfen mit gestempelten Text | 16,4 × 11,2 | Museum of Modern Art | New York | 103.2001.1-19                                                 |
|           | 1921 | Alternativer Entwurf für das Titelblatt von Saum | –         | Linoleumdruck auf Papier geklebt, mit Buntstift beschrieben                                 | 17,6 × 14,1 | Museum of Modern Art | New York | 94.2001                                                       |
|           | 1921 | Gestaltung für Welimir Chlebnikow, Alexei Krutschenych, Grigorii Petnikow: Saumnike. EUY (Alexei Krutschonych), Moskau 1921. (mit Alexei Krutschonych) | unbekannt | Buch mit zwei Linoleumschnitten und einer Collage auf grünem oder rotem Papier              | 21 × 14,2   | Museum of Modern Art | New York | Variante in Grün: 105.2001.1-3, Variante in Rot: 104.2001.1-3 |
|           | 1921 | Titelblatt für Alexei Krutschonych: Tsotsa. 1921. | unbekannt | Collage und Bleistift auf Papier                                                            | 17,8 × 12,8 | Puschkin-Museum      | Moskau   |                                                               |

## Skulpturen

### Erste Serie
- 1918 Raumkonstruktion Nr. 5 aus der Serie Montiert und demontiert, zerstört, Fotografie (10,5 × 16 cm) in der Sammlung Costakis, CDA-0366
- 1918 Raumkonstruktion Nr. 6, zerstört, Fotografie (11,5 × 16,5 cm) in der Sammlung Costakis, CDA-0365. Veröffentlicht in Alexei Gan (Hrsg.): Kino-Fot 5.

### Zweite Serie
- 1920 Räumliche Konstruktion Nr. 11 (Quadrat), zerstört, Fotografie veröffentlicht in Alexei Gan (Hrsg.): Kino-Fot 2, 1922.[7]
- ca. 1920 Räumliche Konstruktion Nr. 12 (Ellipse), Sperrholz, teilweise mit Aluminiumfarbe gestrichen und Draht, 61 × 83,7 × 47 cm, Museum of Modern Art, New York, 156.1986
- 1921 Räumliche Konstruktion Nr. 9 (Kreis), zerstört, Fotografie veröffentlicht bei S.O. Chan-Magamedow: Pioniere der sowjetischen Architektur. 1983[7]
- 1921 Räumliche Konstruktion Nr. 10 (Hexagon), zerstört, Fotografie veröffentlicht in Alexei Gan (Hrsg.): Kino-Fot 4, 1922.[7]

### Dritte Serie
- 1920–21 diverse Räumliche Konstruktionen, zerstört. Fotografie[7]
- 1921 Räumliche Konstruktion Nr. 15, Holz, zerstört, Fotografie abgedruckt in MoMA, 1998[3]
- ca. 1921 Räumliche Konstruktion Nr. 18, Holz, zerstört, Fotografie (ganz rechts hinten)[7]

## Fotografien und Fotogramme
| Abbildung   | Jahr                   | Titel                                                            | Technik              | Format [cm]          | Sammlung                                | Stadt         | Inventar-Nummer |
| ----------- | ---------------------- | ---------------------------------------------------------------- | -------------------- | -------------------- | --------------------------------------- | ------------- | --------------- |
|             | 1924                   | Mutter                                                           | Silbergelatine-Abzug | 22,5 × 16,5          | Museum of Modern Art                    | New York City | 787.1998        |
|             | 1924                   | Wladimir Majakowski [Bruststück frontal]                         | Silbergelatine-Abzug | 10,7 × 7,5           | Metropolitan Museum of Art              | New York City | 2005.100.346    |
|             | 1924                   | Wladimir Majakowski [Dreiviertelprofil]                          | Silbergelatine-Abzug | 17,1 × 12,9          | Museum of Modern Art                    | New York City | 796.1998        |
|             | 1924                   | Wladimir Majakowski [sitzend]                                    | Silbergelatine-Abzug | 29,5 × 20,8          | Museum of Modern Art                    | New York City | 794.1998        |
|             | 1924                   | Wladimir Majakowski [Bruststück, Dreiviertelprofil]              | Silbergelatine-Abzug | 28,5 × 23            | Museum of Modern Art                    | New York City | 795.1998        |
|             | 1924                   | Ohne Titel [Alexei Gan]                                          | Silbergelatine-Abzug | 11,3 × 8,5           | Museum of Modern Art                    | New York City | 2528.2001       |
|             | 1924                   | Ohne Titel [Alexander Wesnin]                                    | Silbergelatine-Abzug | 11,5 × 8,6           | Museum of Modern Art                    | New York City | 2527.2001       |
|             | 1924                   | Ohne Titel [Warwara Stepanowa und Ljubow Popowa]                 | Silbergelatine-Abzug | 11,6 × 15,1          | Museum of Modern Art                    | New York City | 2530.2001       |
|             | um 1925                | Ohne Titel [Selbstporträt mit Plakat für Panzerkreuzer Potemkin] | Silbergelatine-Abzug | 9,6 × 11,6           | Museum of Modern Art                    | New York City | 2533.2001       |
|             | 1925                   | Balkone                                                          | Silbergelatine-Abzug | 29 × 23              | Museum of Modern Art                    | New York City | 782.1998        |
|             | 1926                   | Boote                                                            | Silbergelatine-Abzug | 17 × 23              | Museum of Modern Art                    | New York City | 783.1998        |
|             | 1926                   | Das Boot                                                         | Silbergelatine-Abzug | 23,8 × 18,2          | A.-Rodtschenko- und W.-Stepanowa-Archiv | Moskau        |                 |
|             | 1926                   | Säulen des Museum der Revolution                                 | Silbergelatine-Abzug | 28,7 × 18,1          | Museum of Modern Art                    | New York City | 784.1998        |
|             | 1927                   | Nieder mit der Bürokratie                                        | Silbergelatine-Abzug | 22,3 × 29,6          | Museum of Modern Art                    | New York City | 785.1998        |
|             | 1927                   | Pinien, Puschkino                                                | Silbergelatine-Abzug | 17,5 × 12,5          | Museum of Modern Art                    | New York City | 788.1998        |
|             | 1927                   | Ohne Titel [Bahnhof]                                             | Silbergelatine-Abzug | 23,3 × 17,1          | Museum of Modern Art                    | New York City | 220.1970        |
|             | 1927                   | Ohne Titel [Brücke]                                              | Silbergelatine-Abzug | 23,3 × 14,7          | Museum of Modern Art                    | New York City | 222.1970        |
| 22,1 × 14,8 | 1927                   | Ohne Titel [Brücke]                                              | Silbergelatine-Abzug | Museum of Modern Art | New York City                           | 791.1998      |                 |
|             | 1927                   | Ohne Titel [Wohngebäude]                                         | Silbergelatine-Abzug | 10,8 × 7,8           | Museum of Modern Art                    | New York City | 574.1998        |
|             | 1927                   | Warwara Stepanowa                                                | Silbergelatine-Abzug | 22,5 × 15,6          | Museum of Modern Art                    | New York City | 793.1998        |
|             | 1927                   | Außenwand des Brianskii-Bahnhofes, Moskau                        | Silbergelatine-Abzug | 29,3 × 18,5          | Museum of Modern Art                    | New York City | 797.1998        |
|             | 1928                   | Am Telefon                                                       | Silbergelatine-Abzug | 39,5 × 29,2          | Museum of Modern Art                    | New York City | 56.1970         |
|             | zwischen 1926 und 1928 | Hinterhof der WChUTEMAS                                          | Silbergelatine-Abzug | 23,2 × 17            | Museum of Modern Art                    | New York City | 221.1970        |
|             | 1928                   | Ohne Titel [Glaskaraffe]                                         | Silbergelatine-Abzug | 22,5 × 16,7          | Museum of Modern Art                    | New York City | 332.1997        |
|             | 1928                   | Ohne Titel [Fotogramm]                                           | Silbergelatine-Abzug | 32 × 26              | A.-Rodtschenko- und W.-Stepanowa-Archiv | Moskau        |                 |
|             | 1929                   | Chauffeur                                                        | Silbergelatine-Abzug | 29,8 × 41,8          | Museum of Modern Art                    | New York City | 51.1970         |
|             | 1929                   | Wache am Schuchow-Radioturm, Moskau                              | Silbergelatine-Abzug | 19,6 × 14,6          | Museum of Modern Art                    | New York City | 786.1998        |
|             | 1929                   | Ohne Titel [Stromkabel]                                          | Silbergelatine-Abzug | 22,4 × 14,9          | Museum of Modern Art                    | New York City | 331.1997        |
|             | um 1929                | Ohne Titel [Platz mit Bäumen]                                    | Silbergelatine-Abzug | 29,4 × 22,4          | Museum of Modern Art                    | New York City | 792.1998        |
|             | 1930                   | Pionierin                                                        | Silbergelatine-Abzug | 49,6 × 37            | Museum of Modern Art                    | New York City | 360.1994        |
|             | 1930                   | Pionier mit Horn                                                 | Silbergelatine-Abzug | 23,5 × 18            | Museum of Modern Art                    | New York City | 789.1998        |
|             | 1930                   | Stufen                                                           | Silbergelatine-Abzug | 27,5 × 40,5          | A.-Rodtschenko- und W.-Stepanowa-Archiv | Moskau        | МЛК Ф 59        |
|             | zwischen 1928 und 1930 | Zusammenkunft für eine Demonstration                             | Silbergelatine-Abzug | 49,5 × 35,3          | Museum of Modern Art                    | New York City | 55.1970         |
|             | 1930                   | Bauholz                                                          | Silbergelatine-Abzug | 23,1 × 29,3          | Museum of Modern Art                    | New York City | 1.1971          |

### 1932
- 1932 Automobil den Werktätigen, Silber-Gelatine-Abzug, 22,7 × 29,7 cm, Archiv von A. Rodtschenko und W. Stepanowa, Moskau.
- 1932 1. Mai, Silber-Gelatine-Abzug, 29,7 × 22 cm, Archiv von A. Rodtschenko und W. Stepanowa, Moskau.
- 1932 Demonstration, Silber-Gelatine-Abzug, 29,6 × 22,8 cm, Museum of Modern Art, New York, 1825.2001
- 1932 Versammlung für eine Demonstration, Silber-Gelatine-Abzug, 15,7 × 23,9 cm, Museum of Modern Art, New York, 1227.2001
- 1929–32 Park für Kultur und Erholung, Silber-Gelatine-Abzug, 22,8 × 15,5 cm, Museum of Modern Art, New York, 334.1997
- 1932 Park für Kultur und Erholung, Silber-Gelatine-Abzug, 17,1 × 22,9 cm, Museum of Modern Art, New York, 333.1997
- 1932 Platz am Bolschoi-Theater, Silber-Gelatine-Abzug, 29,5 × 23 cm, Museum of Modern Art, New York, 790.1998

### 1933
- 1932–33 Mädchen mit einer Leica, Silber-Gelatine-Abzug, 30 × 20,3 cm, Museum of Modern Art, New York, 1828.2001

### 1934
- 1934 Springen, Silber-Gelatine-Abzug, 29,7 × 23,8 cm, Museum of Modern Art, New York, 1827.2001
- 1934 Springen, Silber-Gelatine-Abzug, 29,9 × 23,6 cm, Museum of Modern Art, New York, 1826.2001

### 1935
- 1935 Ein Schwur (Hochformat), Silber-Gelatine-Abzug (1937 gedruckt), 59,5 × 49,4 cm, Museum of Modern Art, New York, 329.1997
- 1935 Ein Schwur (Querformat), Silber-Gelatine-Abzug, 10 × 14 cm, Museum of Modern Art, New York, 63.1997

### 1936
- 1936 Parade auf dem Roten Platz, Silber-Gelatine-Abzug, 29,5 × 48,9 cm, Museum of Modern Art, New York, 50.1970
- 1936 Körperkultur-Parade, Silber-Gelatine-Abzug, 28,2 × 48,6 cm, Museum of Modern Art, New York, 49.1970
- 1936 Warwara Stepanowa, Silber-Gelatine-Abzug, 37,8 × 25,4 cm, Museum of Modern Art, New York, 52.1970

### 1937
- Ohne Titel (Warwara Stepanowa), Silber-Gelatine-Abzug, 13,9 × 9,3 cm, Museum of Modern Art, New York, 2532.2001

### 1940
- 1940 Schwarzer Schwan (Schernye lebedi), Silber-Gelatine-Abzug, 12,4 × 18,3 cm, J. Paul Getty Museum, 84.XM.258.9

- Layout für Majakowski-Gedenkausgabe von USSR baut, Nr. 7, Silber-Gelatine-Abzug, 16,1 × 10,8 cm, Museum of Modern Art, New York, 2534.2001

## Grafikdesign

### Buch- und Zeitschriftengestaltung
| Abbildung | Jahr | Beschreibung                                                            | Autor                             | Titel | Verlag                                                                   | Druckerei               | Auflage       | Technik                                                  | Format [cm]       |
| --- | ---- | ----------------------------------------------------------------------- | --------------------------------- | --- | ------------------------------------------------------------------------ | ----------------------- | ------------- | -------------------------------------------------------- | ----------------- |
| | 1923 | Titelblatt, Gestaltung und Illustrationen                               | Wladimir Majakowski               | Pro eto. Ei i mne (Über das. Für sie und mich)                                                                                     | Gosudarstwennoje isdatelstwo, Moskau                                     | Tzinkografija W.Ts.I.K. | 3.000         | Hochdruck                                                | 23 × 15,5 × 0,3   |
| Abb. | 1923 | Titelblatt, Gestaltung und Illustrationen                               | Wladimir Majakowski               | Majakowskij ulybaetsja. Majakowskij smeetsja. Majakowskij isdewaetsja. (Majakowski lächelt. Majakowski lacht. Majakowski verhöhnt) | Krug, Moskau / St. Petersburg                                            |                         | 5.000         | Hochdruck                                                | 17,4 × 12,4       |
| Abb. | 1923 | Umschlag                                                                | Nikolai Assejew                   | Избрань. Стихи, 1912–1922 (Ausgewählt. Gedichte, 1912–1922)                                                                        | Krug, Moskau / St. Petersburg                                            |                         | 3.000         | Hochdruck                                                | 20,2 × 14,2       |
| Abb. | 1923 | Gestaltung                                                              | Nikolai Assejew (Hrsg.)           | Лёт. Авио-стихи (Flug. Luft-Gedichte)                                                                                              | Krasnaja now, Moskau                                                     |                         | 3.000         |                                                          |                   |
| | 1923 | Umschlag                                                                |                                   | LEF, Nr. 1 | Gosudarstwennoje isdatelstwo, Moskau / Leningrad                         |                         |               |                                                          |                   |
| Abb. | 1923 | Umschlag (mit Warwara Stepanowa)                                        |                                   | LEF, Nr. 2 | Gosudarstwennoje isdatelstwo, Moskau / Leningrad                         |                         | 5.000         |                                                          | 23,3 × 15,5       |
| | 1923 | Umschlag                                                                |                                   | LEF, Nr. 3 | Gosudarstwennoje isdatelstwo, Moskau / Leningrad                         |                         |               |                                                          |                   |
| | 1923 | Umschlag                                                                |                                   | LEF, Nr. 4 | Gosudarstwennoje isdatelstwo, Moskau / Leningrad                         |                         |               |                                                          |                   |
| | 1924 | Titelblatt                                                              | A. Menschoi                       | Мы с вами в Берлине (Wir sind mit ihnen in Berlin)                                                                                 |                                                                          |                         | unbekannt     |                                                          |                   |
| Abb. | 1924 | Titelblatt                                                              | Sergei Tretjakow                  | Итого. Стихи (Insgesamt. Gedichte)                                                                                                 | Gosudarstwennoje isdatelstwo, Moskau                                     |                         | 2.000         | Hochdruck                                                | 23,3 × 15,6       |
| Abb. | 1924 | Titelblatt                                                              | Ossip Brik, P.                    | Каталог посмертной выставки чудошника конструктора Л.С. Поповой (Katalog der posthumen Ausstellung der Designerin L. S. Popowa)    | WChUTEMAS, Moskau                                                        |                         | 1.000         | Hochdruck                                                | 17,2 × 14,3       |
| Abb. (Bd. 1)Abb. (Bd. 2)Abb. (Bd. 3)Abb. (Bd. 4)Abb. (Bd. 5)Abb. (Bd. 6)Abb. (Bd. 7)Abb. (Bd. 8)Abb. (Bd. 9)Abb. (Bd. 10) | 1924 | Titelblätter                                                            | Marietta Schaginjan               | Mess Mend ili lanki w Petrograde (Ein Yakee in Petrograd), Band 1–10                                                               |                                                                          |                         |               | Tiefdruck                                                | 17,9 × 12,7       |
| Abb. | 1924 | Titelblatt und 18 Illustrationen (mit Gustavs Klucis und Sergei Senkin) |                                   | Молодая гвардия. Ленину (Junge Wächter. An Lenin)                                                                                  |                                                                          |                         | 20.000        | Hochdruck                                                | 26 × 17,3         |
| Abb. | 1925 | Titelblatt                                                              |                                   | L'art décoratif et industriel de l’U.R.S.S (Dekorative und industrielle Kunst aus der UdSSR)                                       | Comité de la section de l’U.R.S.S. à l’exposition internationale, Moskau |                         | 3.000         |                                                          | 26,8 × 19,7       |
| Abb. | 1925 | Titelblatt                                                              | P.S. Kogan, A. Miller, B.T.       | Section URSS. Exposition de 1925. Catalogue (Sektion der UdSSR. Ausstellung von 1925. Katalog)                                     | unbekannt, Paris                                                         |                         | unbekannt     |                                                          | 17 × 13           |
| Abb. | 1925 | Titelblatt                                                              | Wladimir Majakowski               | Париж (Paris) | Moskowskij rabochii, Moskau                                              |                         | 8.000         |                                                          | 17,4 × 13         |
| | 1925 | Umschlag                                                                |                                   | LEF, Nr. 5 (II/1) |                                                                          |                         |               |                                                          |                   |
| | 1925 | Umschlag                                                                |                                   | LEF, Nr. 6 (II/2) |                                                                          |                         |               |                                                          |                   |
| | 1925 | Umschlag                                                                |                                   | LEF, Nr. 7 (II/3) |                                                                          |                         |               |                                                          |                   |
| Abb. | 1926 | Titelblatt                                                              | Wladimir Majakowski               | Испания. Океан. Гаванна. Мексика. Америка (Spanien. Ozean. Havanna. Mexiko. Amerika)                                               | Gosudarstwennoje isdatelstwo, Moskau / Leningrad                         |                         | 2.000         |                                                          | 18,1 × 13,9       |
| Abb. | 1926 | Titelblatt und zwei Illustrationen                                      | Wladimir Majakowski               | Разговор с фининспектором о поэзии (Ein Gespräch mit einem Finanzinspektor über Poesie)                                            | Sakkniga, Tiflis                                                         |                         | 5.000         |                                                          |                   |
| Abb. (Titelblatt)Abb. (Rückseite)                                                                                         | 1926 | Umschlag                                                                | Wladimir Majakowski               | Сергею Есенину | Sakkniga, Tiflis                                                         |                         | 10.000        |                                                          | 17,5 × 13         |
| Abb. | 1926 | Titelblatt und zwei Illustrationen                                      | Wladimir Majakowski               | Сифилис (Syphilis) | Sakkniga, Tiflis                                                         |                         | 5.000         |                                                          | 17,2 × 12,9       |
| Abb. | 1927 | Umschlag                                                                | Ilja Ehrenburg                    | Материализация фантастики (Die Verwirklichung der Fiktion)                                                                         |                                                                          |                         |               | Hochdruck                                                | 17,5 × 13,2       |
| Abb. | 1927 | Titelblatt und Illustrationen                                           |                                   | Nowyj LEF. Schurnal lewogo fronta iskusstw, Nr. 1                                                                                  | Gosudarstwennoje isdatelstwo, Moskau                                     |                         | 2.400–3.500   | Hochdruck                                                | 23 × 15,2         |
| Abb. | 1927 | Titelblatt und Illustrationen                                           |                                   | Nowyj LEF. Schurnal lewogo fronta iskusstw, Nr. 2                                                                                  | Gosudarstwennoje isdatelstwo, Moskau                                     |                         | 2.400–3.500   | Hochdruck                                                | 23 × 15,2         |
| Abb. | 1927 | Titelblatt und Illustrationen                                           |                                   | Nowyj LEF. Schurnal lewogo fronta iskusstw, Nr. 3                                                                                  | Gosudarstwennoje isdatelstwo, Moskau                                     |                         | 2.400–3.500   | Hochdruck                                                | 23 × 15,2         |
| Abb. | 1927 | Titelblatt und Illustrationen                                           |                                   | Nowyj LEF. Schurnal lewogo fronta iskusstw, Nr. 4                                                                                  | Gosudarstwennoje isdatelstwo, Moskau                                     |                         | 2.400–3.500   | Hochdruck                                                | 23 × 15,2         |
| Abb. | 1927 | Titelblatt und Illustrationen                                           |                                   | Nowyj LEF. Schurnal lewogo fronta iskusstw, Nr. 5                                                                                  | Gosudarstwennoje isdatelstwo, Moskau                                     |                         | 2.400–3.500   | Hochdruck                                                | 23 × 15,2         |
| Abb. (Innenseiten) | 1927 | Titelblatt und Illustrationen                                           |                                   | Nowyj LEF. Schurnal lewogo fronta iskusstw, Nr. 6                                                                                  | Gosudarstwennoje isdatelstwo, Moskau                                     | unbekannt               | 3.000         | Hochdruck                                                | 23 × 15,2         |
| Abb. | 1927 | Titelblatt und Illustrationen                                           |                                   | Nowyj LEF. Schurnal lewogo fronta iskusstw, Nr. 7                                                                                  | Gosudarstwennoje isdatelstwo, Moskau                                     |                         | 2.500         | Hochdruck                                                | 23 × 15,2         |
| Abb. (Titelblatt)Abb. (Innenseiten)                                                                                       | 1927 | Titelblatt und Illustrationen                                           |                                   | Nowyj LEF. Schurnal lewogo fronta iskusstw, Nr. 8/9                                                                                | Gosudarstwennoje isdatelstwo, Moskau                                     |                         | 2.400–3.500   | Hochdruck                                                | 23 × 15,2         |
| Abb. | 1927 | Titelblatt und Illustrationen                                           |                                   | Nowyj LEF. Schurnal lewogo fronta iskusstw, Nr. 10                                                                                 | Gosudarstwennoje isdatelstwo, Moskau                                     |                         | 2.400–3.500   | Hochdruck                                                | 23 × 15,2         |
| Abb. | 1927 | Titelblatt und Illustrationen                                           |                                   | Nowyj LEF. Schurnal lewogo fronta iskusstw, Nr. 11/12                                                                              | Gosudarstwennoje isdatelstwo, Moskau                                     |                         | 2.400–3.500   | Hochdruck                                                | 23 × 15,2         |
| Abb. | 1927 | Titelblatt                                                              |                                   | Sowjetskoje foto, Nr. 10 (Sowjetisches Foto)                                                                                       | Ogonek, Moskau                                                           | unbekannt               | 14.000        |                                                          | 26,3 × 18,4       |
| Abb. | 1928 | Titelblatt und Illustrationen                                           |                                   | Nowyj LEF. Schurnal lewogo fronta iskusstw, Nr. 1                                                                                  | Gosudarstwennoje isdatelstwo, Moskau                                     | unbekannt               | 3.500         |                                                          | 23 × 15,2         |
| Abb. | 1928 | Titelblatt und Illustrationen                                           |                                   | Nowyj LEF. Schurnal lewogo fronta iskusstw, Nr. 2                                                                                  | Gosudarstwennoje isdatelstwo, Moskau                                     |                         | 3.000         |                                                          |                   |
| Abb. | 1928 | Titelblatt und Illustrationen                                           |                                   | Nowyj LEF. Schurnal lewogo fronta iskusstw, Nr. 3                                                                                  | Gosudarstwennoje isdatelstwo, Moskau                                     |                         | 2.400–3.500   |                                                          |                   |
| Abb. | 1928 | Titelblatt und Illustrationen                                           |                                   | Nowyj LEF. Schurnal lewogo fronta iskusstw, Nr. 4                                                                                  | Gosudarstwennoje isdatelstwo, Moskau                                     |                         | 2.400–3.500   |                                                          |                   |
| Abb. | 1928 | Titelblatt und Illustrationen                                           |                                   | Nowyj LEF. Schurnal lewogo fronta iskusstw, Nr. 5                                                                                  | Gosudarstwennoje isdatelstwo, Moskau                                     |                         | 2.400–3.500   |                                                          |                   |
| Abb. | 1928 | Titelblatt und Illustrationen                                           |                                   | Nowyj LEF. Schurnal lewogo fronta iskusstw, Nr. 6                                                                                  | Gosudarstwennoje isdatelstwo, Moskau                                     |                         | 2.400–3.500   |                                                          |                   |
| Abb. | 1928 | Titelblatt und Illustrationen                                           |                                   | Nowyj LEF. Schurnal lewogo fronta iskusstw, Nr. 7                                                                                  | Gosudarstwennoje isdatelstwo, Moskau                                     |                         | 2.400–3.500   |                                                          |                   |
| Abb. | 1928 | Titelblatt und Illustrationen                                           |                                   | Nowyj LEF. Schurnal lewogo fronta iskusstw, Nr. 8                                                                                  | Gosudarstwennoje isdatelstwo, Moskau                                     |                         | 2.400–3.500   |                                                          |                   |
| Abb. | 1928 | Titelblatt und Illustrationen                                           |                                   | Nowyj LEF. Schurnal lewogo fronta iskusstw, Nr. 9                                                                                  | Gosudarstwennoje isdatelstwo, Moskau                                     |                         | 2.400–3.500   |                                                          |                   |
| Abb. | 1928 | Titelblatt und Illustrationen                                           |                                   | Nowyj LEF. Schurnal lewogo fronta iskusstw, Nr. 10                                                                                 | Gosudarstwennoje isdatelstwo, Moskau                                     |                         | 2.400–3.500   |                                                          |                   |
| Abb. | 1928 | Titelblatt und Illustrationen                                           |                                   | Nowyj LEF. Schurnal lewogo fronta iskusstw, Nr. 11                                                                                 | Gosudarstwennoje isdatelstwo, Moskau                                     |                         | 2.400–3.500   |                                                          |                   |
| Abb. | 1928 | Titelblatt und Illustrationen                                           |                                   | Nowyj LEF. Schurnal lewogo fronta iskusstw, Nr. 12                                                                                 | Gosudarstwennoje isdatelstwo, Moskau                                     |                         | 2.400–3.500   |                                                          |                   |
| Abb. | 1928 | Gestaltung                                                              | Wladimir Majakowski               | Но. С. | Federatzija, Moskau                                                      |                         | 3.000         |                                                          | 17 × 12,3         |
| | 1929 | Titelblatt                                                              |                                   | Радио слушатель, Nr. 41 (Radiohörer)                                                                                               |                                                                          |                         |               | Tiefdruck                                                | 31 × 23           |
| Abb. | 1929 | Titelblatt                                                              |                                   | Бизнес. Сборник литературного центра конструктивистов (Geschäft. Sammlung des konstruktivistischen literarischen Zentrums)         | Gosudarstwennoje isdatelstwo, Moskau                                     | unbekannt               | 2.000         | Hochdruck                                                | 22,6 × 15,2 × 1,2 |
| Abb. | 1929 | Gestaltung (mit anderen Künstlern)                                      |                                   | Даёшь, Nr. 1 (Los geht’s) | Rabotschaja Moskwa, Moskau                                               |                         | 14.200–23.000 | Hochdruck                                                | 30,3 × 23         |
| Abb. | 1929 | Gestaltung (mit anderen Künstlern)                                      |                                   | Даёшь, Nr. 2 (Los geht’s) | Rabotschaja Moskwa, Moskau                                               |                         | 14.200–23.000 | Hochdruck                                                | 30,3 × 23         |
| Abb. | 1929 | Gestaltung (mit anderen Künstlern)                                      |                                   | Даёшь, Nr. 3 (Los geht’s) | Rabotschaja Moskwa, Moskau                                               |                         | 14.200–23.000 | Hochdruck                                                | 30,3 × 23         |
| Abb. | 1929 | Gestaltung (mit anderen Künstlern)                                      |                                   | Даёшь, Nr. 4 (Los geht’s) | Rabotschaja Moskwa, Moskau                                               |                         | 14.200–23.000 | Hochdruck                                                | 30,3 × 23         |
| Abb. | 1929 | Gestaltung (mit anderen Künstlern)                                      |                                   | Даёшь, Nr. 5 (Los geht’s) | Rabotschaja Moskwa, Moskau                                               |                         | 14.200–23.000 | Hochdruck                                                | 30,3 × 23         |
| Abb. | 1929 | Gestaltung (mit anderen Künstlern)                                      |                                   | Даёшь, Nr. 6 (Los geht’s) | Rabotschaja Moskwa, Moskau                                               |                         | 22.200        | Hochdruck                                                | 30,3 × 23         |
| Abb. | 1929 | Gestaltung (mit anderen Künstlern)                                      |                                   | Даёшь, Nr. 7 (Los geht’s) | Rabotschaja Moskwa, Moskau                                               |                         | 14.200–23.000 | Hochdruck                                                | 30,3 × 23         |
| Abb. | 1929 | Gestaltung (mit anderen Künstlern)                                      |                                   | Даёшь, Nr. 8 (Los geht’s) | Rabotschaja Moskwa, Moskau                                               |                         | 14.200–23.000 | Hochdruck                                                | 30,3 × 23         |
| Abb. | 1929 | Gestaltung (mit anderen Künstlern)                                      |                                   | Даёшь, Nr. 9 (Los geht’s) | Rabotschaja Moskwa, Moskau                                               |                         | 14.200–23.000 | Hochdruck                                                | 30,3 × 23         |
| Abb. | 1929 | Gestaltung (mit anderen Künstlern)                                      |                                   | Даёшь, Nr. 10 (Los geht’s) | Rabotschaja Moskwa, Moskau                                               |                         | unbekannt     | Hochdruck                                                | 30,3 × 23         |
| Abb. | 1929 | Gestaltung (mit anderen Künstlern)                                      |                                   | Даёшь, Nr. 11 (Los geht’s) | Rabotschaja Moskwa, Moskau                                               |                         | 14.200–23.000 | Hochdruck                                                | 30,3 × 23         |
| Abb. | 1929 | Gestaltung (mit anderen Künstlern)                                      |                                   | Даёшь, Nr. 12 (Los geht’s) | Rabotschaja Moskwa, Moskau                                               |                         | 14.200–23.000 | Hochdruck                                                | 30,3 × 23         |
| Abb. | 1929 | Gestaltung (mit anderen Künstlern)                                      |                                   | Даёшь, Nr. 13 (Los geht’s) | Rabotschaja Moskwa, Moskau                                               |                         | 14.200–23.000 | Hochdruck                                                | 30,3 × 23         |
| Abb. | 1929 | Gestaltung (mit anderen Künstlern)                                      |                                   | Даёшь, Nr. 14 (Los geht’s) | Rabotschaja Moskwa, Moskau                                               |                         | unbekannt     | Hochdruck                                                | 30,3 × 23         |
| Abb. | 1929 | Umschlag                                                                | Petr Nesnamow                     | Хорошо на улице. Стихи (Schön auf der Straße. Gedichte)                                                                            | Federatzija, Moskau                                                      |                         | 3.000         |                                                          | 17,7 × 12,5       |
| Abb. | 1929 | Umschlag und Auswahl der Fotografien                                    | Tcheng Yu-hsiu (als Sume-Tscheng) | Китаянка Суме-Ченг (Sume-Tscheng, eine Chinesin)                                                                                   | Gosudarstwennoje isdatelstwo, Moskau / Leningrad                         |                         | 7.000         | Hochdruck                                                | 19,7 × 13,4       |
| Abb. | 1929 | Umschlag                                                                | Wladimir Majakowski               | Клоп. Феерическая комедия. Девять картин (Bettwanze. Eine komödiantische Extravaganz. Neun Bilder)                                 | Gosudarstwennoje isdatelstwo, Moskau / Leningrad                         |                         | 3.000         | Hochdruck                                                | 19,4 × 13,5       |
| Abb. | 1929 | Umschlag                                                                | Sergei Tretjakow                  | Речевик. Стихи (Redner. Gedichte)                                                                                                  | Gosudarstwennoje isdatelstwo, Moskau / Leningrad                         |                         | 2.000         | Hochdruck                                                | 17 × 12,6         |
| Abb. | 1930 | Umschlag                                                                | Wladimir Majakowski               | Туда и обратно (Hin und zurück) | Federatzija, Moskau                                                      |                         | 3.000         | Hochdruck                                                | 17,5 × 12,6       |
| Abb. | 1930 | Gestaltung (mit Warwara Stepanowa)                                      |                                   | За рубежом, Nr. 2 (Im Ausland) | Gosudarstwennoje isdatelstwo, Moskau                                     |                         | 25.000        | Hochdruck                                                | 25,4 × 18         |
| Abb. | 1930 | Titelblatt                                                              | Boris Arwatow                     | Об агит- и проз-искусстве (Über Agitations- und Produktionskunst)                                                                  | Federatzija, Moskau                                                      |                         | 3.000         |                                                          | 17 × 13           |
| Abb. | 1930 | Umschlag                                                                |                                   | Журналист, Nr. 3 (Journalist) | Ogonek, Moskau                                                           |                         | 8.000         | Hochdruck                                                | 29 × 21,5         |
| Abb. | 1933 | Gestaltung                                                              |                                   | СССР на стройке, Nr. 12 (Беломорско-Балтийский Канал) (UdSSR im Bau, Nr. 12 (Der Weißmeer-Ostsee-Kanal))                           | Isobrasitelnoje iskusstwo, Moskau                                        |                         | 45.505        | Heliogravüre und lithografierter Umschlag                | 41,9 × 30 × 0,4   |
| | 1933 | Gestaltung                                                              |                                   | USSR im Bau, Nr. 12 [deutsche Ausgabe]                                                                                             | Staatsverlag RSFSR, Moskau                                               |                         |               | Heliogravüre und lithografierter Umschlag                | 41,9 × 30 × 0,4   |
| Abb. | 1934 | Gestaltung (mit Warwara Stepanowa)                                      |                                   | 10 лет Узбекистана ССР (10 Jahre Usbekische SSR)                                                                                   | Isobrasitelnoje iskusstwo, Moskau                                        |                         | 2.200         | Hochdruck, Heliogravüre, Lithografie, transparente Folie | 31,4 × 25,4 × 4,1 |
| | 1935 | Gestaltung                                                              |                                   | СССР на стройке, Nr. 12 (UdSSR im Bau, Nr. 12 (Fallschirmspringen))                                                                | Isobrasitelnoje iskusstwo, Moskau                                        |                         |               |                                                          |                   |
| Abb. | 1939 | Gestaltung (mit Warwara Stepanowa)                                      |                                   | Soviet Aviation | State Art Publishers, Moskau                                             |                         |               |                                                          | 40 × 26           |

### Plakate

#### Dobroljot
- 1923 Werbeplakat für die Aktiengesellschaft „Dobroljot“ (=„Gutflieger“), Offset-Lithografie, 35 × 45,4 cm, Museum of Modern Art, New York, 497.1987
- 1923 Werbeplakat für die Aktiengesellschaft „Dobroljot“ (=„Gutflieger“), Polygrafischer Abdruck, Lithografie, 36,5 × 46 cm, Archiv von A. Rodtschenko und W. Stepanowa, Moskau.
- 1923 Werbeplakat für die Aktiengesellschaft „Dobroljot“ (=„Gutflieger“). Polygrafischer Abdruck, Lithografie, 36,5 × 46 cm, Archiv von A. Rodtschenko und W. Stepanowa, Moskau.
- 1923 Briefkopf für die Fluggesellschaft „Dobroljot“. Druck, 16,5 × 20,3 cm, Museum of Modern Art, New York, 1598.2000

#### Mosselprom
- 1923 „Von der alten Welt lassen wir nur die Zigaretten“Ira„übrig“. Text von W. Majakowski. Werbeposter für Mosselprom. Papier, Foto, Gouache, 12 × 30 cm. Archiv von A. Rodtschenko und W. Stepanowa, Moskau.
- 1923 Werbeplakat für Chervonets-Zigaretten. Text von W. Majakowski. Werbeposter für Mosselprom. Gouache auf Papier, 11,1 × 27,5 cm. Sammlung Merrill C. Bermann[8]
- 1923 „Tafelbutter“ Text von W. Majakowski. Werbeposter für Mosselprom. Lithografie, 69 × 51,3 cm, Archiv von A. Rodtschenko und W. Stepanowa, Moskau.

#### GUM
- 1923 „Gebt mir die Sonne in der Nacht! Wo findest du sie? Kaufe im GUM! Blendend und billig“ Text von M. Majakowski. Werbeposter für GUM. Foto, Gouache. 11,3 × 27,5 cm. Archiv von A. Rodtschenko und W. Stepanowa, Moskau.
- 1923 „Ein Mann nur mit Uhr...“ Text von W. Majakowski. Werbeflugblatt von GUM. Druck, 15,3 × 15 cm, W. Majakowski-Museum, Moskau.

#### Rezinotrest
- 1923 „Bessere Schnuller gibt es nicht, bis zum Altwerden möcht' ich sie saugen“ Text von W. Majakowski. Werbeposter für Rezinotrest (staatl. Gummikombinat). Rekonstruktion von W. Rodtschenko 1980. Fotopapier, Gouache, 29,8 × 21 cm, Archiv von A. Rodtschenko und W. Stepanowa, Moskau.

#### Gosisdat
- 1925 „Staatsverlag“. Werbeplakat des Gosisdat für die Exposition Internationale des Arts Décoratifs et Industriels Modernes 1925 in Paris. Rekonstruktion von W. Rodtschenko, 1991. Foto, Gouache, 43 × 30 cm. Archiv von A. Rodtschenko und W. Stepanowa, Moskau.

#### Kino-Glas
- 1924 Plakat für Kino-Glas, Druckerei: Typo-Lithografie, Goskino. Lithografie. Seitengröße: 92,7 × 69,9 cm. Museum of Modern Art, New York, 498.1987

#### Bedbug
- 1929 „Bedbug“ Werbeplakat. Druck. 108,3 × 72,4 cm, Museum of Modern Art, New York, 365.1937
- 1929 „Bedbug“ Werbeflyer. Druck. 17,5 × 26,4 cm, Museum of Modern Art, New York, 464.2006

#### Zeitschrift „Sa rubeshom“
- 1930 Flyer für die Zeitschrift „Sa rubeshom“. Druck. 18,7 × 14 cm (gefaltet), Museum of Modern Art, New York, 465.2006
- 1930er Briefkopf für „Sa rubeshom“. Druck. 29,5 × 21 cm, Museum of Modern Art, New York, 1311.2015

#### Sonstige
- 1917 Entwurf für ein Poster für die "Ausstellung der Werke Rodtschenkos 1910–17 Moskau 1917, Wasserfarbe, Gouache und Bleistift auf Papier, 52,3 × 49 cm
- 1919 Poster für die 10th State Exhibition, Gouache auf schwarzem Papier, 52 × 32,2 cm[9]
- 1923 „Kaffee Mokko“ Werbung. Papier, Foto, Gouache, 12 × 28,6 cm, Archiv von A. Rodtschenko und W. Stepanowa, Moskau.

- 1923 „Kauft, Arbeitsvolk – das Kamel hat die besten Gummischuhe gebracht“. Text von W. Majakowski (in arabischer Sprache). Druck, 53 × 71,5 cm, W. Majakowski-Museum Moskau.
- ca. 1929 „Inga, Revolutionstheater“ Werbeplakat. Druck, 73 × 106 cm, Museum of Modern Art, New York, 366.1937
- ca. 1931 Werbeflyer „Höre Radio!“ Lithografie, 11,4 cm Durchmesser, Museum of Modern Art, New York, 466.2006

## Collagen
- Anfang der 1920er „Tochter von Ango“ Satirische Collage über das Theaterleben, Staatliches Museum für Bildende Künste A.S. Puschkin
- 1922 „Druckmaterial für Kritik“. Satirische Collagen, veröffentlicht in Alexei Gan (Hrsg.): Kino-Fot Nr. 1, 1922

## Inneneinrichtung und Architektur
- 1917 Entwurf für eine Lampe des Café Pittoresque, Moskau. Buntstift auf Papier, 27,8 × 21 cm[3]
- 1917 Entwurf für eine Lampe des Café Pittoresque, Moskau. Tinte auf Papier, 26,5 × 20,5 cm[3]
- 1917 Entwurf für eine Lampe des Café Pittoresque, Moskau. Buntstift auf Papier, 26,5 × 20,5 cm[3]
- 1917 Entwurf für eine Lampe des Café Pittoresque, Moskau. Bleistift auf Papier, 81,5 × 47 cm[3]
- 1919 Entwurf eines Kiosks (Projekt kioska), Gouache, Stift und Tinte auf Papier, 51 × 34,5 cm[3]
- 1919 Entwurf eines Kiosks (Projekt kioska), Schwarze und bunte Tinte auf Papier, 53,2 × 34,3 cm[3]
- 1919–20 Serie „Stadt mit Observatorium“[10]
  - 1919 Architektonische Skizze, Stift und Tinte auf Papier, 35,5 × 22 cm
  - 1920 Architektonische Skizze, Stift und Tinte auf Papier auf Karton montiert, 26 × 21 cm
  - 1920 Skizze für ein Projekt für das Sowdep (the Soviet of Deputies Bldg.), Stift, Tinte und Gouache auf Tinte, 26 × 20,7 cm
- 1921 Entwurf für eine Stehlampe, Bleistift auf Papier 35 × 22 cm, Puschkin-Museum, Moskau
- Entwurf für den Innenraum eines Arbeiterklubs für die Weltausstellung 1925 in Paris. Schwarze und rote Tinte auf Papier. 36,2 × 35,5 cm. A.-Rodtschenko- und W.-Stepanowa-Archiv, Moskau
- 1925 Innenraum eines Arbeiterklubs. Ausgestellt auf der Exposition Internationale des Arts Décoratifs et Industriels Modernes 1925 in Paris, zerstört. 2007 rekonstruiert, Van Abbemuseum, Eindhoven, 2944

## Design
- 1914–15 Kostümentwurf für Oscar Wildes The Duchess of Padua. Tempera und Klarlack auf Papier, 32 × 20 cm,  A.-Rodtschenko- und W.-Stepanowa-Archiv, Moskau, Puschkin-Museum
- 1922 Studie für ein Perpetuum mobile. Bleistift auf Papier, 35,6 × 22,5 cm. Museum of Modern Art, New York, 17.1998